# NFPA 79
NFPA 79（英語: Electrical Standard for Industrial Machinery）または産業機械用電気安全規格とは、全米防火協会（NFPA）が策定・管理している、 米国における産業機械の電気装置での感電や火災の安全・保障に関する詳細規程である。

## 概要
本規程は600Vもしくはそれ以下の公称電圧で作動する電気設備、機器、産業機器及びその設備そして機械の電気機器に関する電力供給部分において適用される。